# Natal'ja Dončenko
Natal'ja Sergeevna Dončenko (in russo Наталья Сергeeвна Донченко?; trasl. angl.: Natalya Sergeyevna Donchenko; Mosca, 25 agosto 1932 – Nižnij Novgorod, 11 luglio 2022) è stata una pattinatrice di velocità su ghiaccio sovietica.

## Palmarès

### Olimpiadi invernali
- Argento a Squaw Valley 1960 nei 500 metri.